# Rudi Cerne
Rudi Cerne (* 26. September 1958 in Wanne-Eickel) ist ein deutscher Sportjournalist, Fernsehmoderator und ehemaliger Eiskunstläufer, der im Einzellauf startete.

## Leben und Herkunft
Rudi Cerne wurde als Sohn des Malermeisters Rudolf Cerne und seiner Frau Katharina, geb. Moritz, in Wanne-Eickel (heute ein Stadtteil von Herne) geboren. Sein Vater war Hobby-Eiskunstläufer. Weil ihm mit 22 Jahren im Zweiten Weltkrieg in Russland ein Bein zerschossen wurde, das amputiert werden musste, konnte er nach dem Krieg nicht mehr eislaufen. Cerne besuchte die Josefschule in Wanne-Eickel. Nach dem Abitur am Gymnasium Eickel leistete er seinen 15-monatigen Wehrdienst beim Jägerbataillon 451 ab. Danach studierte Cerne Sport und Biologie auf höheres Lehramt, ohne das Studium abzuschließen.

## Sportkarriere
Im Alter von sechs Jahren hat er mit dem Eiskunstlauf begonnen. Cerne startete als Eiskunstläufer zuletzt für den Herner EV. Sein Trainer war Günter Zöller.
1978 und 1980 gewann Cerne die Deutsche Meisterschaft im Eiskunstlauf. Seinen größten internationalen Erfolg feierte er 1984 mit dem Gewinn der Silbermedaille bei der Europameisterschaft in Budapest. Im selben Jahr erreichte er auch sein bestes Ergebnis bei Weltmeisterschaften. In Ottawa wurde er Fünfter. Bei den Olympischen Spielen 1984 in Sarajevo verpasste er als Vierter nur knapp eine Medaille. Nach Saisonende beendete Cerne seine aktive Laufbahn als Leistungssportler und wurde Profi bei Holiday on Ice. Zeitweise führte er als Conférencier durch die Eis-Revue-Shows. Parallel absolvierte er eine Ausbildung zum Eiskunstlauf-Trainer.

## Ergebnisse
| Wettbewerb / Jahr        | 1972 | 1973 | 1974 | 1975 | 1976 | 1977 | 1978 | 1979 | 1980 | 1981 | 1982 | 1983 | 1984 |
| ------------------------ | ---- | ---- | ---- | ---- | ---- | ---- | ---- | ---- | ---- | ---- | ---- | ---- | ---- |
| Olympische Winterspiele  |      |      |      |      |      |      |      |      | 13.  |      |      |      | 4.   |
| Weltmeisterschaften      |      |      |      |      |      |      | 14.  |      | 11.  |      | 15.  | 10.  | 5.   |
| Europameisterschaften    |      |      |      |      |      |      | 7.   |      | Z    |      | 4.   | 7.   | 2.   |
| Deutsche Meisterschaften | 4.   | 4.   | 5.   | 6.   | 4.   | 4.   | 1    |      | 1.   | 2.   | 2.   | 3.   | 3.   |
| Skate America            |      |      |      |      |      |      |      |      |      |      |      |      | 2.   |
| NHK Trophy               |      |      |      |      |      |      |      |      |      |      |      | 6.   |      |
| Nebelhorn Trophy         |      |      |      |      |      | 3.   |      |      |      | 3.   |      |      |      |

- Z = Zurückgezogen

## Fernsehkarriere
Durch verschiedene Praktika kam Cerne zum Fernsehjournalismus und wurde freier Mitarbeiter beim WDR und beim HR. Er berichtete live für die ARD von Eiskunstlaufveranstaltungen und Tanzturnieren. Ab 1992 präsentierte er ARD-Sportsendungen. 1996 wechselte er zum ZDF.
Ab dem 20. Februar 1999 moderierte er sechs Jahre im Wechsel mit Kollegen, u. a. Michael Steinbrecher, Wolf-Dieter Poschmann und Johannes B. Kerner, das Aktuelle Sportstudio. Seine Nachfolgerin wurde Katrin Müller-Hohenstein.
2005 moderierte er die Tour de France. Außerdem moderierte er für das ZDF diverse Olympische Sommer- und Winterspiele – meist im Wechsel mit Katrin Müller-Hohenstein.
Neben seiner Tätigkeit als Sportmoderator präsentiert Cerne seit dem 18. Januar 2002 die Sendung Aktenzeichen XY … ungelöst. Er spielte auch schon bei Die Rosenheim-Cops in der Folge Eine Nacht mit Folgen und bei dem Krimi Ostfriesenblut mit. Auch moderiert er den Sport-Teil der ZDF-Nachrichtensendungen heute und heute-journal. Cerne ist seit 2014 Botschafter der Aktion Mensch. Er moderiert die Ziehungssendung „Aktion Mensch-Gewinner“ im ZDF jeden Sonntag um 19:28 Uhr.
Cerne bezieht ein Honorar von 382.000 Euro jährlich (Stand März 2023) für seine Tätigkeit beim ZDF.

## Moderationen

### Fortlaufend
- seit 1996: Sportstudio-Reportage, ZDF
- seit 1999: ZDF spezial, ZDF (sportliche Ereignisse)
- seit 2002: Aktenzeichen XY … ungelöst, ZDF
- seit 2007: Sportler des Jahres, ZDF

### Ehemals/Einmalig
- 1995: Morgenmagazin, ARD (Moderation des Sportteils)
- 1999–2006: Das aktuelle Sportstudio, ZDF
- 2004–2005: XY … Sicherheitscheck, ZDF
- 2005: Tour de France, ARD/ZDF
- 2018–2021: Vorsicht, Falle!, ZDF

## Privates
1987 heiratete er seine Jugendfreundin Christiane Gebauer in Las Vegas. Er lebt mit seiner Frau und der gemeinsamen Tochter Elisabeth (* 1990) in Rodenbach bei Hanau.
Am 27. Dezember 1978 wurde Cerne am Flughafen Düsseldorf mit dem steckbrieflich gesuchten Terroristen Christian Klar verwechselt und kurzfristig in Gewahrsam genommen.
2014 wurde er mit der Bayerischen Staatsmedaille Innere Sicherheit ausgezeichnet.